# Schloss Lübbenau

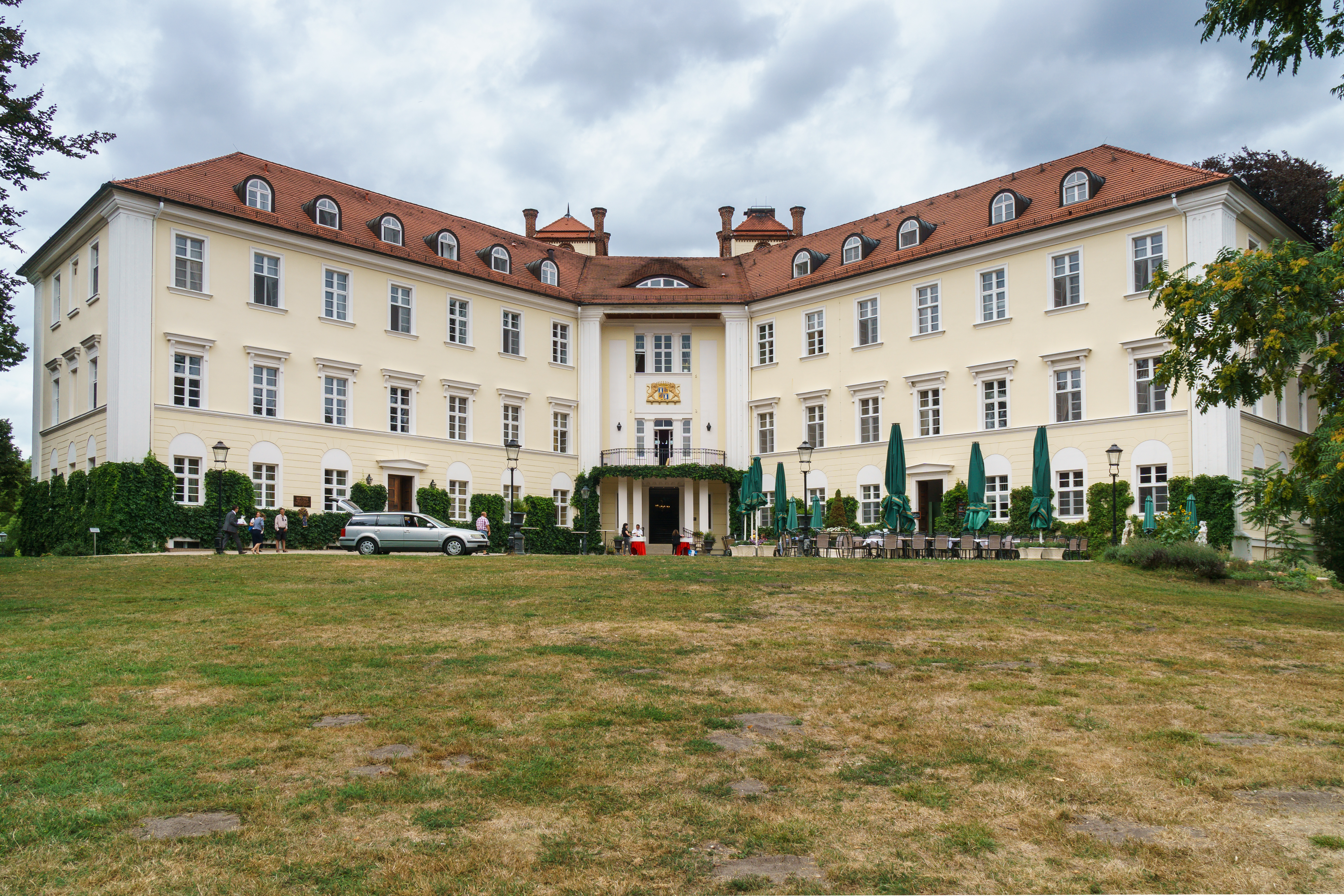
Parkseite des Schlosses Lübbenau mit Haupteingang (2018)

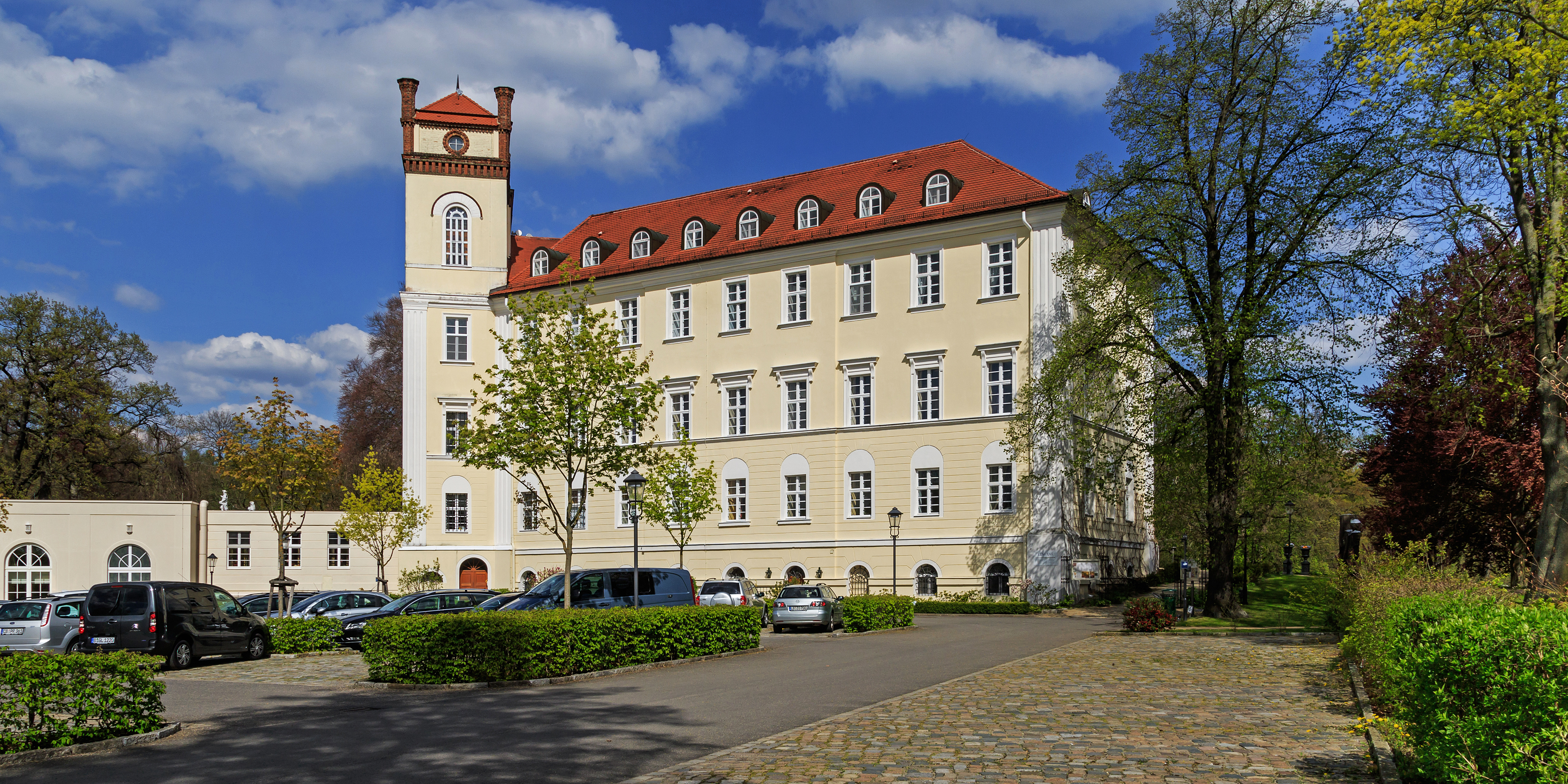
Das Schloss Lübbenau mit den später angefügten Türmen und dem ab 2015 angebauten Nordwestflügel an der Rückseite (Foto: 2016)

Das Schloss Lübbenau (1817–1839) ist ein klassizistisches Bauwerk in Lübbenau/Spreewald im Landkreis Oberspreewald-Lausitz in Brandenburg. Es wird heute als Hotel genutzt und gehört zu den Baudenkmalen in Lübbenau.

## Geschichte

### Standesherrschaft und Baugeschichte

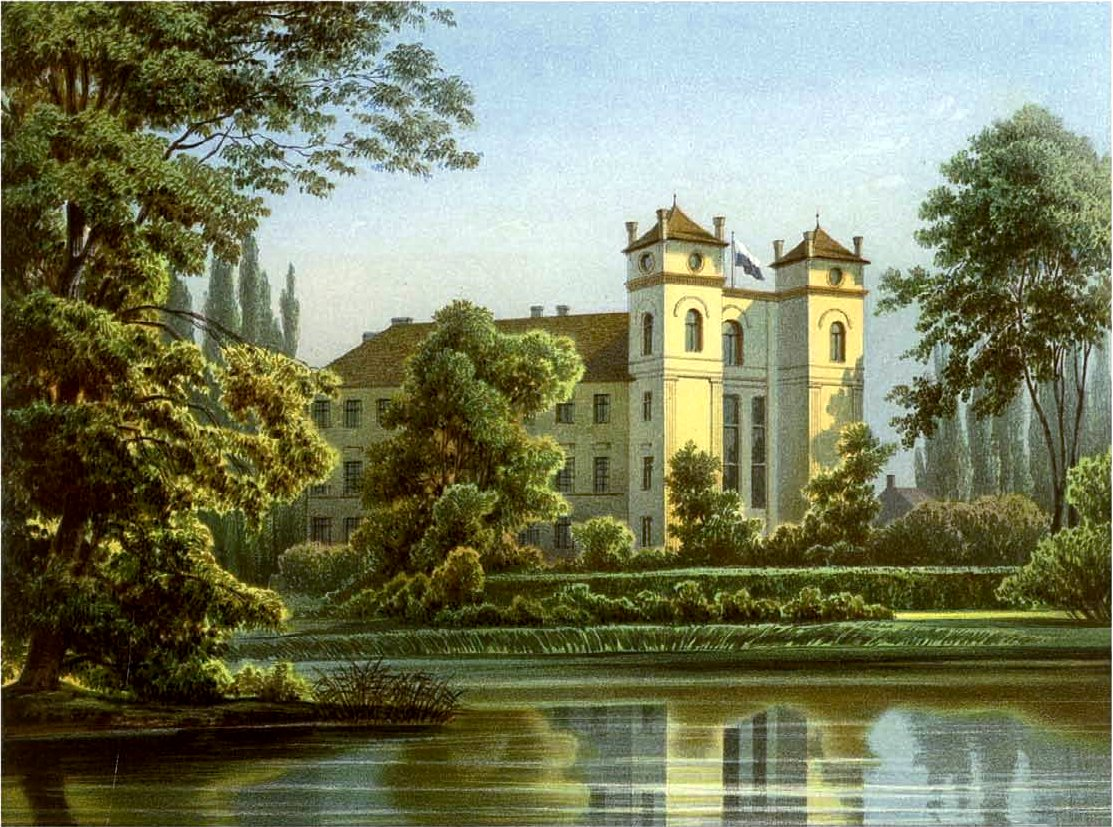
Schloss Lübbenau um 1859/60, Sammlung Alexander Duncker

Der frühere standesherrschaftliche Schlossbereich ist der älteste Teil von Lübbenau. Im Parkeingang steht ein schmiedeeisernes Tor mit einem Turm und einer kronengeschmückten Schlange. Das weist auf die letzten Besitzer der Standesherrschaft Lübbenau hin, die Familie der Grafen zu Lynar. Die Familie stammt ursprünglich aus der Toskana. Der Festungsbaumeister Rochus Guerrini Graf zu Lynar kam im Jahre 1568 als erster seiner Familie nach Deutschland. Elisabeth (Tochter von Christian Distelmeyer, Kanzler der Mark Brandenburg), die Witwe des Grafen Johann Casimir zu Lynar kaufte 1621 die Herrschaft Lübbenau. Diese blieb länger als dreihundert Jahre im Besitz einer Familie.
An der Stelle des heutigen Bauwerks befand sich eine mittelalterliche Wasserburg. Etwa um 1600 erfolgte dann ein Umbau zum Schloss im Stil der Renaissance. Ihr heutiges Aussehen erhielt die Anlage im Wesentlichen in den Jahren 1817 bis 1820 von Carl August Benjamin Siegel. Die beiden Türme an der Rückfront des Schlosses wurden aber erst 1839 von Homann angebaut. Die umgebende neun Hektar große Parkanlage im englischen Landschaftsstil entstand ab 1820 und wurde durch H. W. und J. E. Freschke angelegt. Die Pläne gehen auf Peter Joseph Lenné zurück.
Am 17. Oktober 1928 wurde der bis dahin selbständige Gutsbezirk „Schloss Lübbenau“ in die Stadt Lübbenau eingemeindet. Wilhelm Graf zu Lynar übernahm 1928 die Standesherrschaft Lübbenau. Die gräfliche Familie verlegte ihren Wohnsitz 1930 nach Seese, auf das dortige Gut der Familie. Auch um Grundsteuern zu sparen wurde am 1. Mai 1932 ein Museum eröffnet. Mit der Einrichtung war der Direktor des Märkischen Museums Berlin beauftragt worden. Es wurden die oft von bedeutenden Malern geschaffenen Familienporträts der Lynars, urgeschichtliche Funde, Streitschriften Martin Luthers, eine Musikalien- und Waffensammlung, die Rüstung des Grafen Johannes Siegesmund aus dem Dreißigjährigen Krieg und sonstige Kunst- und Alltagsgegenstände aus der Geschichte des Schlosses gezeigt. Mit Beginn des Zweiten Weltkriegs wurden die Sammlungen nach Seese ausgelagert. Die Reichsluftwaffe richtete im Schloss und der Orangerie eine kartografische Anstalt ein. Im Januar 1944 brach im rechten Flügel des Schlosses ein Feuer aus, wobei zahlreiche Einrichtungsgegenstände zerstört wurden. Ab 1944 diente das Schloss auch als Feldlazarett.

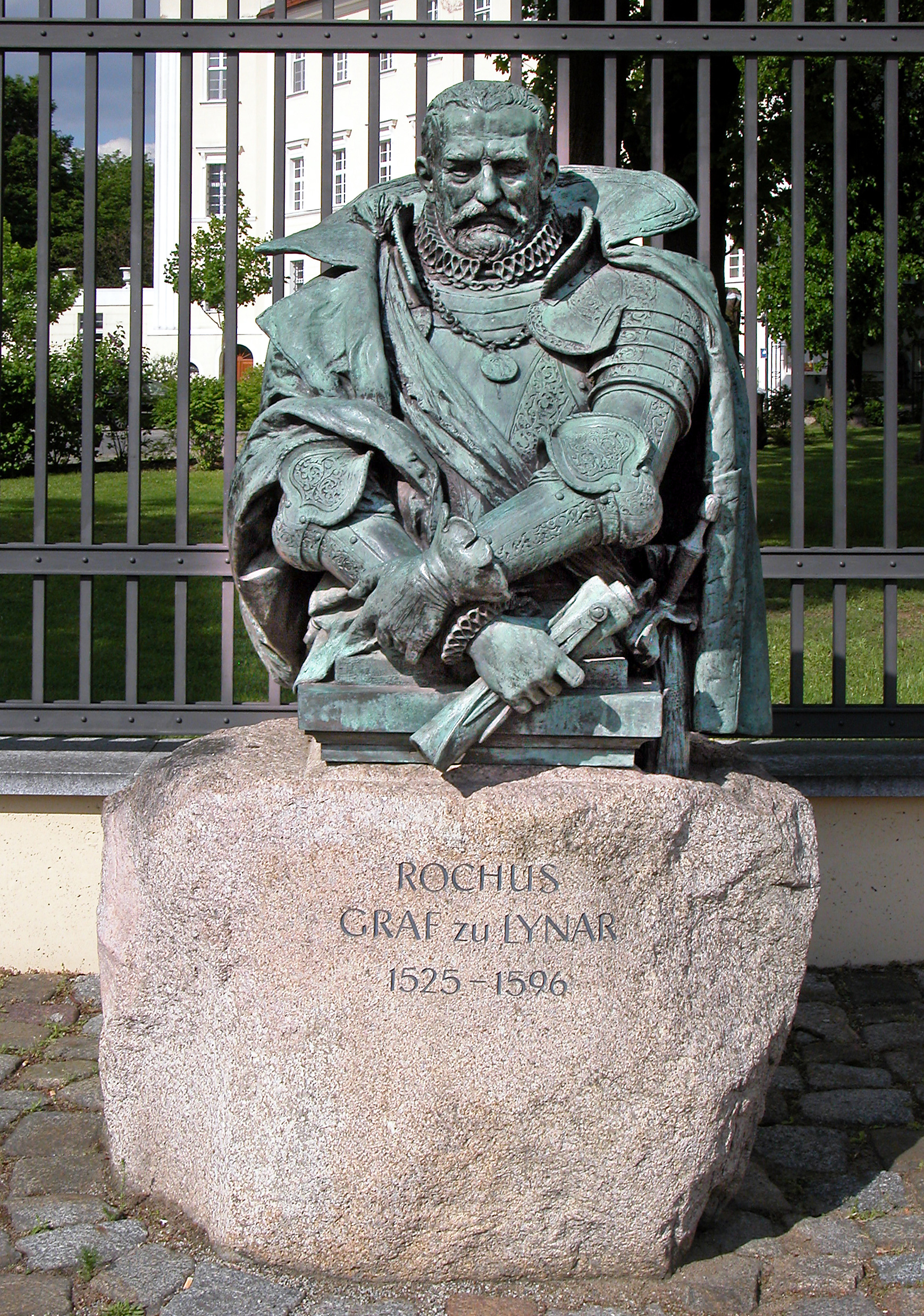
Büste von Rochus Graf zu Lynar

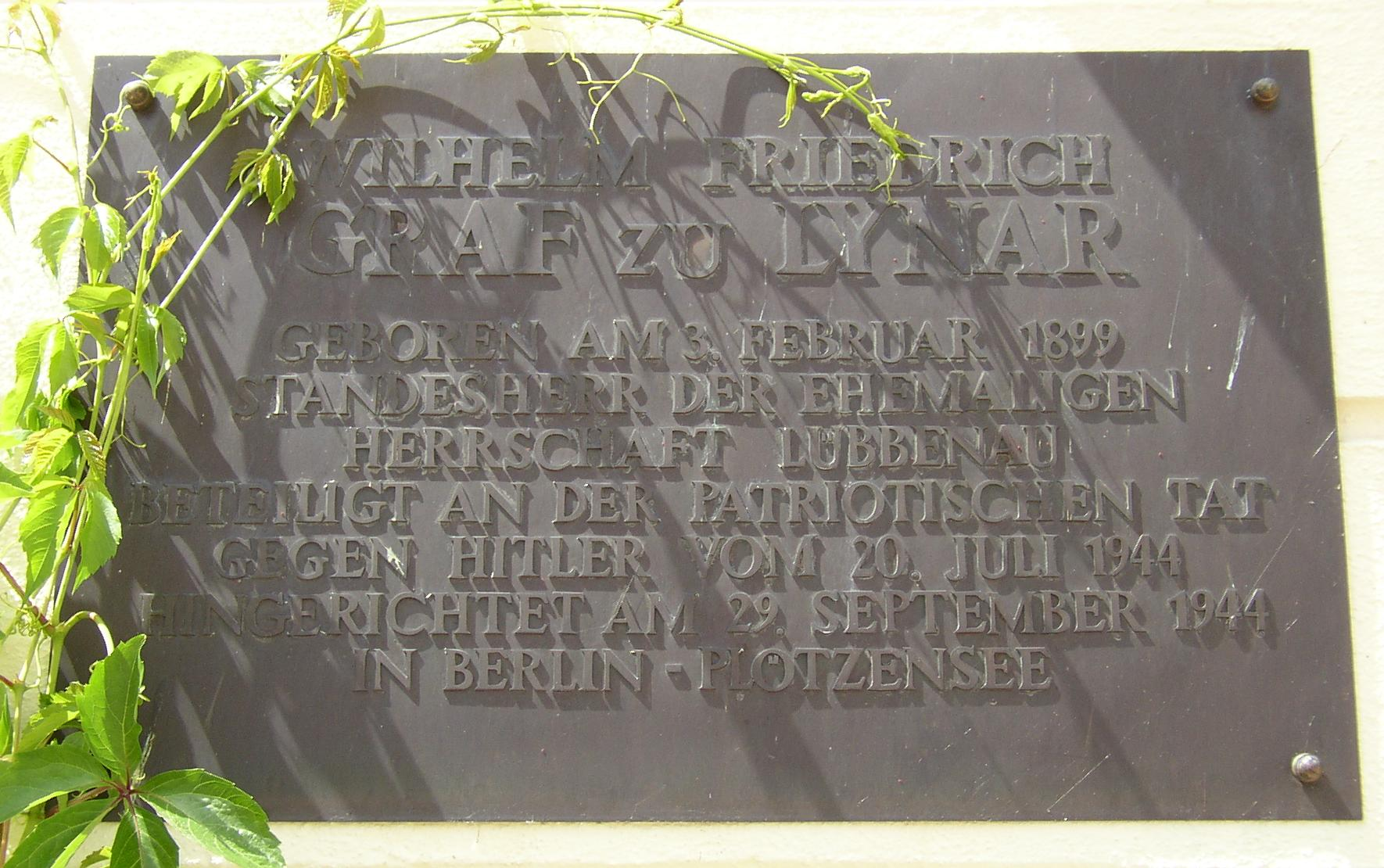
Gedenktafel für Wilhelm Graf zu Lynar

Wilhelm Graf zu Lynar war Offizier und persönlicher Adjutant von Generalfeldmarschall Erwin von Witzleben. Er war beteiligt an den Vorbereitungen des Putsches gegen Hitler. Im Schloss trafen sich die Verschwörer um Claus Schenk Graf von Stauffenberg. Nach dem gescheiterten Anschlag wurde Lynar am 29. September 1944 in Plötzensee hingerichtet. Die Nazis enteigneten den Besitz der Familie.

### Nutzung in der DDR
Schloss Lübbenau wurde nach 1945 zunächst als Behelfskrankenhaus, dann als Kinderkurheim genutzt. Der Schlosspark wurde 1949 in Park des Volkes, der Schlossbezirk in Clara-Zetkin-Straße umbenannt. In einem 1949 errichteten Neubau wurde ein Landambulatorium mit Arzt, Zahnarzt und Entbindungsstation eingerichtet. Das Kinderkurheim wurde 1955 zum Mütter- und Säuglingsheim sowie Dauerheim mit 140 Plätzen umgebaut, auch eine Kinderkrippe entstand. Aus hygienischen Gründen wurde die Einrichtung jedoch später geschlossen. Das Ambulatorium wurde 1963 aufgelöst. Das Schloss stand dann leer und verfiel. 1970 sollte es nach dem Willen des Lübbenauer Bürgermeisters gesprengt werden. Er sprach von der Anlegung eines Rodelberges. Ab 1969 interessierte sich jedoch der Rechenbetrieb Binnenhandel für das Schloss, um hier ein Schulungszentrum einzurichten. Kreisarchitekt Kurt Messow und Kreisdenkmalpfleger Gerhard Krüger setzten sich jedoch letztlich erfolgreich für den Erhalt des Baudenkmals ein. Ab 1970 erfolgte über acht Jahre die Rekonstruktion des Schlosses. Bis 1990 wurde es als Schulungszentrum genutzt. Im Keller war ein Restaurant eingerichtet.
Im Schlosspark entstand in der Zeit der DDR ein Neubau für einen Kindergarten. Um den Ententeich wurde ein Tiergehege angelegt. Auch der ehemalige Wirtschaftshof des Schlosses wurde grundlegend verändert. Der Reitstall wurde abgerissen, eine historische dreistöckige Scheune auf ein Stockwerk zurückgebaut und in zwei Häuser unterteilt. Diese Häuser dienten in der Anfangszeit der DDR als Wirtschaftsgebäude für Neubauern. Später erfolgte eine Nutzung als Verkaufs- und Lagerfläche durch die Bäuerliche Handelsgenossenschaft. Die alte Schneidemühle, vormals gräfliches Sägewerk, wurde als städtischer Bauhof umgenutzt. Das Erbbegräbnis der Lynars wurde zerstört, die in Form eines Kreuzes angepflanzten Eichen gefällt und die Grabplatten als Baumaterial freigegeben. In Teilen des ehemals 56 Hektar großen Schlossgeländes entstanden Kleingärten, ein Kahnhafen und in der Mitte der 60er Jahre ein Campingplatz. Einige Bereiche wurden während der Bodenreform als Bodenreformland ausgewiesen. Die lynarschen Güter westlich des Spreewaldes, Seese mit dem Schloss Seese, Tornow, Lichtenau, Schönfeld und Groß Lübbenau, wurden durch den Braunkohleabbau in den Tagebauen Seese-West und Seese-Ost zerstört.

### Nach der Wiedervereinigung
Nach der politischen Wende des Jahres 1989 wurde das Schloss als Hotel genutzt. Im Zuge der Wiedervereinigung wurde das Gebäude im November 1991 der Familie Lynar zurückübereignet, da die Enteignung nicht durch nicht angreifbare Entscheidungen der Besatzungsmächte, sondern bereits während des Nationalsozialismus erfolgt war. Sie renovierte das Schloss ab 1992 für zehn Millionen DM und gestaltete es zu einem Vier-Sterne-Hotel um. Bereits 1991 erhielten Schlossbezirk und Schlosspark wieder ihre ursprünglichen Bezeichnungen. Die 1903 von Wilhelm II. der Familie Lynar geschenkte Bronzebüste des Festungsbaumeisters Rochus Graf zu Lynar war der in der DDR beabsichtigten Einschmelzung entgangen und wurde ebenfalls rücküberführt und im März 2000 auf ihren alten Sockel gesetzt. Ab 2015 wurde das Schloss Lübbenau durch einen eingeschossigen Flügelanbau ergänzt, der als Festsaal genutzt werden kann.
Das im Park betriebene städtische Tiergehege wurde seitens der Stadt Lübbenau aus Kostengründen aufgegeben. Die Bäuerliche Handelsgenossenschaft stellte ihren Geschäftsbetrieb ein. Der Kindergarten wurde abgerissen, das Ambulatorium zum Wohnhaus umgebaut.

## Gebäude

### Hauptgebäude

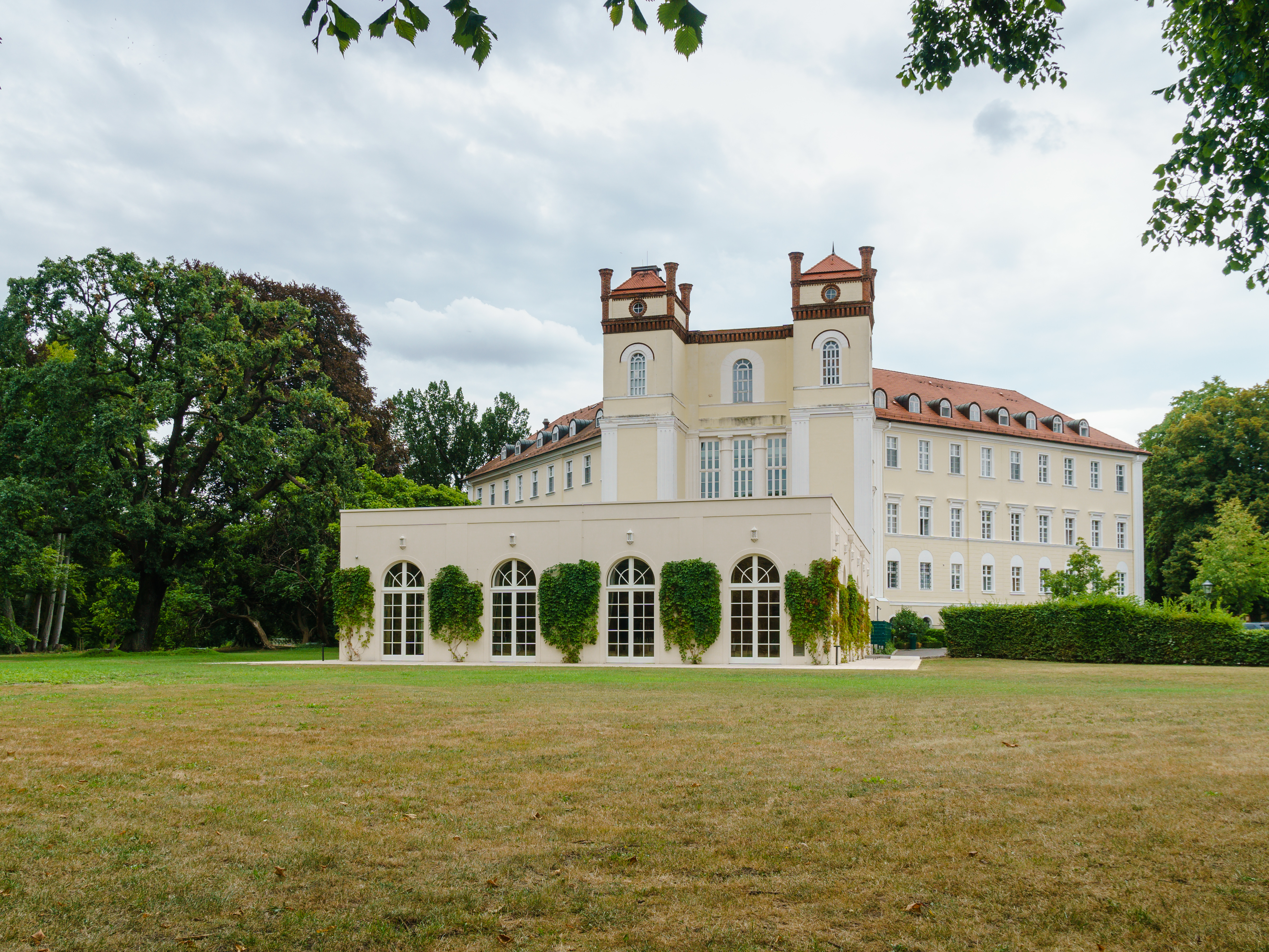
Der nordwestliche Flügel (2018)

Das Schloss besteht aus zwei Hauptflügeln die im stumpfen Winkel auseinander streben, einem schmalen Mittelteil und einem ab 2015 nachträglich angebauten Nordwestflügel. Die Hauptflügel verfügen über drei Geschosse und sind verputzt, der Nordwestflügel ist eingeschossig. Das durch ein Gesims abgesetzte Untergeschoss wird durch von Rundbögen umrahmte rechteckige Fenster geprägt. In den Obergeschossen sind die Fenster jeweils in Dreiergruppen zurückgesetzt gestaltet. Kolossalpilaster rahmen den Mittelteil ein. Vier Pfeiler stützen einen über dem Erdgeschoss befindlichen Balkon. Auf der Rückseite des Mittelteils befindet sich links und rechts jeweils ein 1839 nachträglich im Stil der Neoromanik angefügter quadratischer Turm. Zwischen den Türmen liegt das dreiteilige Licht für den Treppenbereich.
Nach den Restaurierungen präsentieren sich Treppenhaus und Vorhalle wieder in ihrer ursprünglichen Gestaltung. Sechs toskanische, aus Holz gefertigte Säulen befinden sich in der Vorhalle. Im ersten Obergeschoss des Treppenhauses wurden ebenfalls Säulen aus Holz eingefügt. Diese vier Säulen sind jedoch kanneliert und verfügen über hölzerne Pilaster. Die Kapitelle sind als ägyptisierende Palmettenkapitelle ausgeführt. Zwei achtkantige Holzpfeiler befinden sich im zweiten Obergeschoss. Insgesamt ist das Treppenhaus großzügig gestaltet und wird von leichten Holzgeländern geprägt.

### Nebengebäude

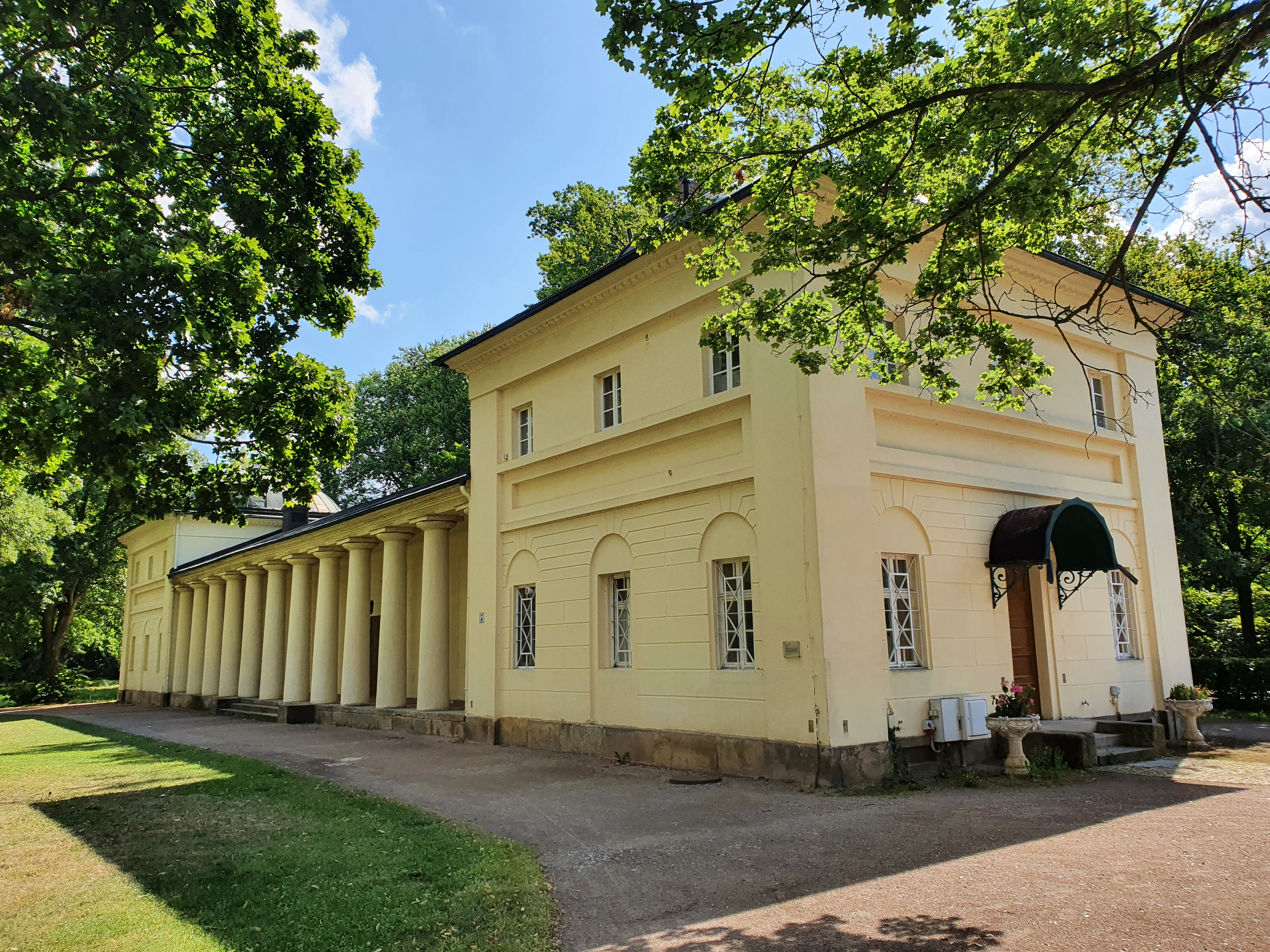
Orangerie (2023)

Zu den Nebengebäuden gehört die ehemalige Orangerie, die gegenüber dem Schloss steht und seit 2004 nach einer Sanierung gastronomisch genutzt wird. Die Orangerie entstand etwa um 1820 und geht vermutlich ebenfalls auf Siegel zurück. Zur Parkseite besteht ein Säulengang mit zwölf dorischen Säulen. An den Enden des in Nord-Süd-Richtung lang gestreckten Gebäudes befinden sich Kopfbauten. Ursprünglich diente das Gebäude als Winterquartier für die teilweise frostempfindlichen Pflanzen des Landschaftsparks. Im südlichen Kopfbau wohnte der Gärtner. In der Zeit der DDR diente die Orangerie zeitweise, neben der Kanzlei, als Museum. Die große Fensterfront war zugemauert worden und wurde im Zuge der Sanierung des Jahres 2004 wieder in alter Form hergestellt.

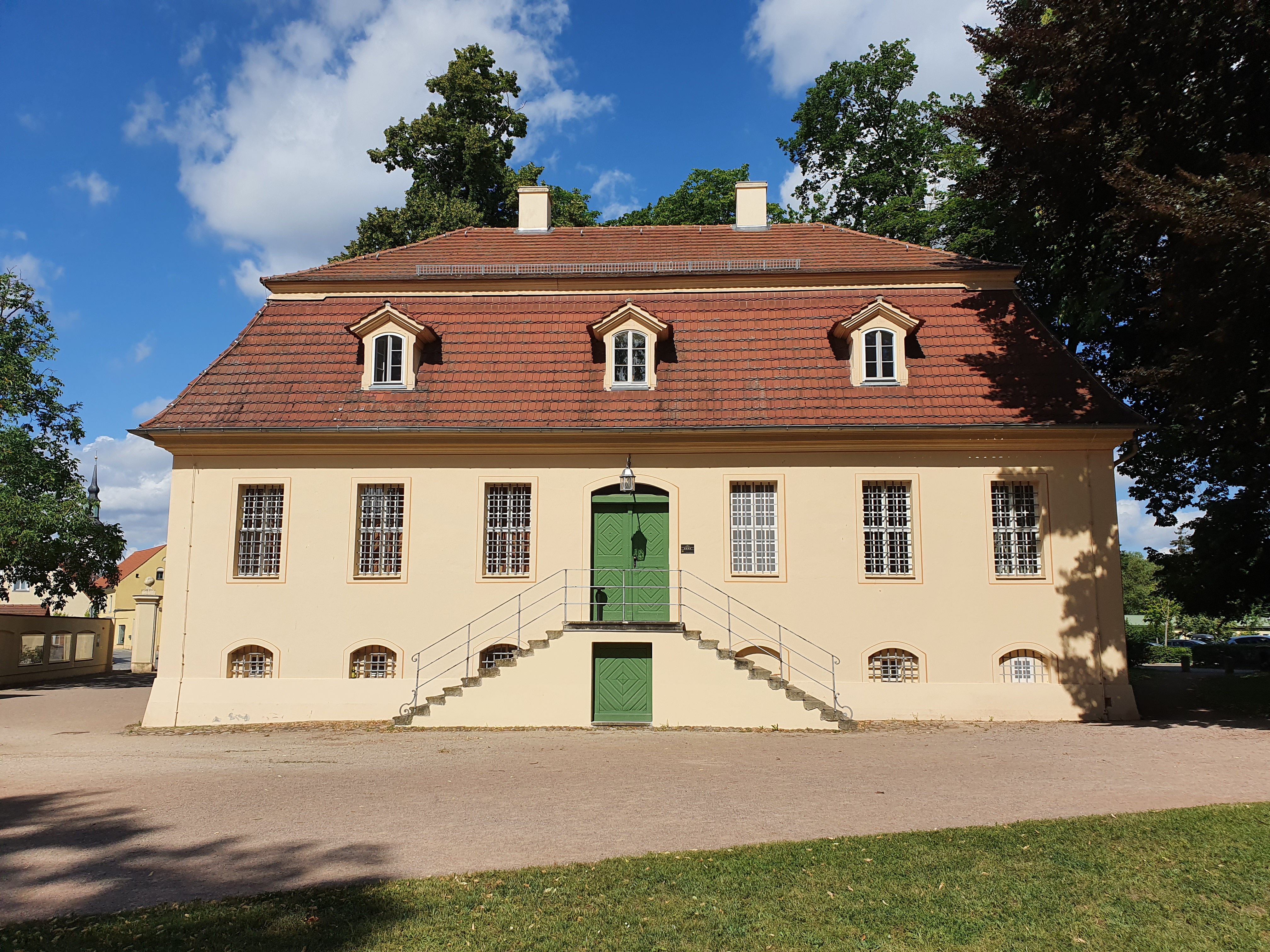
Alte Kanzlei (2023)

An der Südwestseite steht die ehemalige Justiz- oder Gerichtskanzlei, die in den Jahren 1745 bis 1748 im Stil des Barock erbaut wurde. Die Fassade ist in sieben Achsen gegliedert. Die Kanzlei war Sitz des gräflichen Hofrichters, später diente sie als Archiv der Familie Lynar. Von 1951 bis 1999 befand sich hier das Spreewaldmuseum. Das alte Archivgut war in der Nachkriegszeit auf eine Müllhalde gefahren worden, wurde dort jedoch von einem Bürger gesichert und später im Landeshauptarchiv Potsdam gelagert, wo es sich noch heute befindet. Restaurierungen des Gebäudes fanden 1960 bis 1962 und 2004 statt. Prägend ist die zur Parkseite führende Freitreppe. In der südwestlichen Ecke der Kanzlei gibt es einen Raum mit Stichkappentonne.

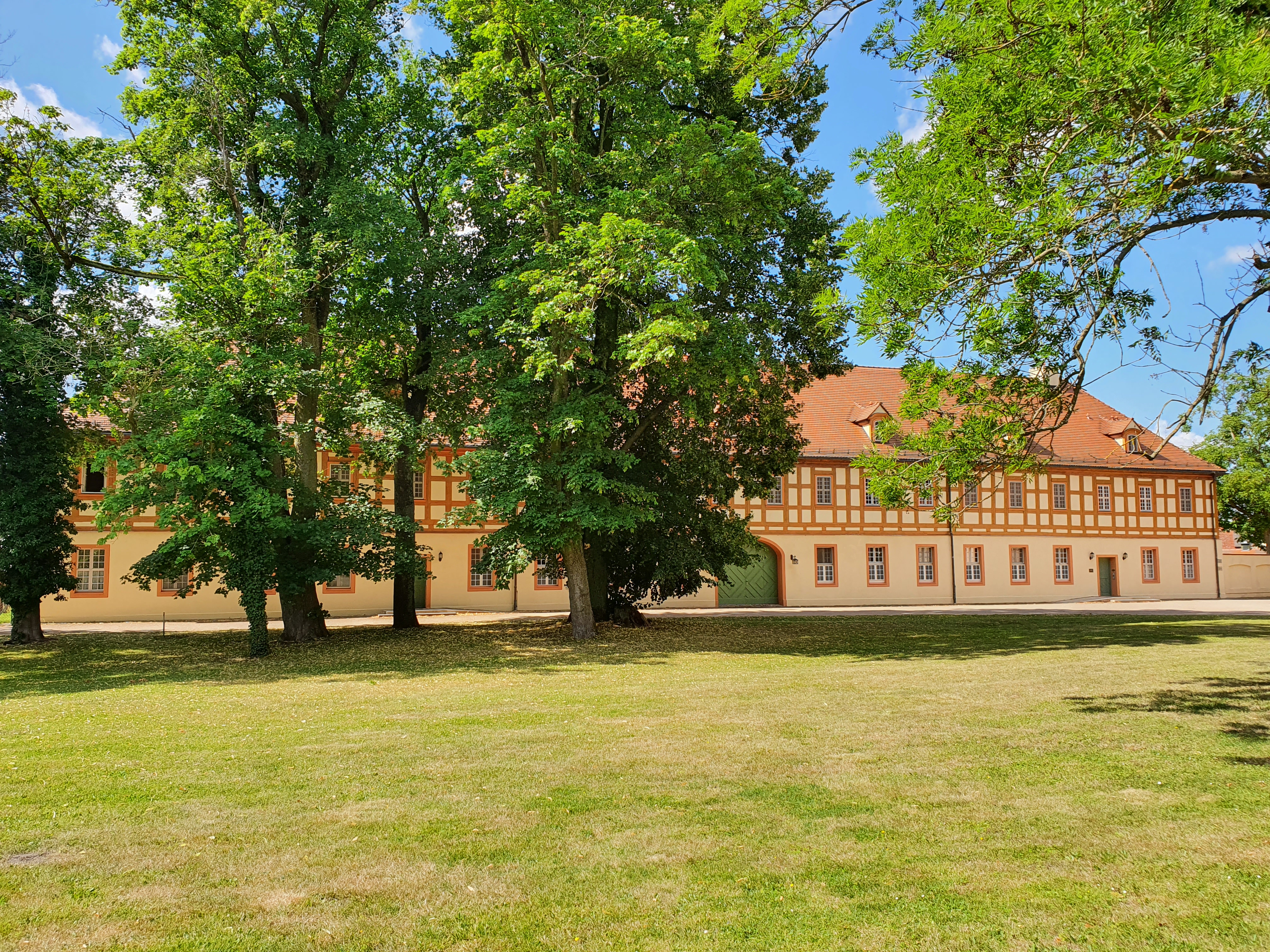
Marstall vom Schloss aus (2023)

Des Weiteren gibt es einen lang gestreckten zweigeschossigen Fachwerkbau, der früher mit Efeu bewachsen war und deshalb den Namen Efeuhaus trägt. Es entstand in den Jahren 1744 bis 1746 am südlichen Ende des Schlossbezirks. Das Efeuhaus verfügt über 3 Längs- und 18 Querachsen. Während das Obergeschoss als Fachwerk ausgeführt ist, entstand das Untergeschoss in massiver Bauweise mit Balkendecke. Die mittlere Durchfahrt ist als Korbbogen ausgeführt. Bedeckt wird das Haus durch ein Walmdach mit in Stichbogenform ausgeführten Dachaufbauten. Das Efeuhaus diente als Remise und Marstall. Im oberen Geschoss befanden sich zwei Wohnungen. In der Zeit nach dem Zweiten Weltkrieg wurden diese zu sieben Mietwohnungen umgebaut. Noch bis in die 1960er Jahre wohnten Angehörige der Familie Lynar im Efeuhaus. Eine Restaurierung erfolgte von 1960 bis 1962. In den Jahren 2009 und 2010 wurde der Marstall erneut saniert und zum Hotel umgebaut.
An der Zufahrt von der Lübbenauer Altstadt befand sich ursprünglich noch die im 18. Jahrhundert errichtete Schlossmühle. Die aus Fachwerkgebäuden bestehende, das Wasser der Spree nutzende Wassermühle, erwarb Maximilian Graf zu Lynar 1880 vom Müller Traugott Hirschberger. Etwa ab 1930 war die Mühle an einen Erich Lehmann verpachtet. Durch einen Brand wurde die Mühle jedoch am 19. November 1943 zerstört und nicht wieder aufgebaut. Eine Hinweistafel erinnert am Standort an die ehemalige Schlossmühle.